# イギリス料理

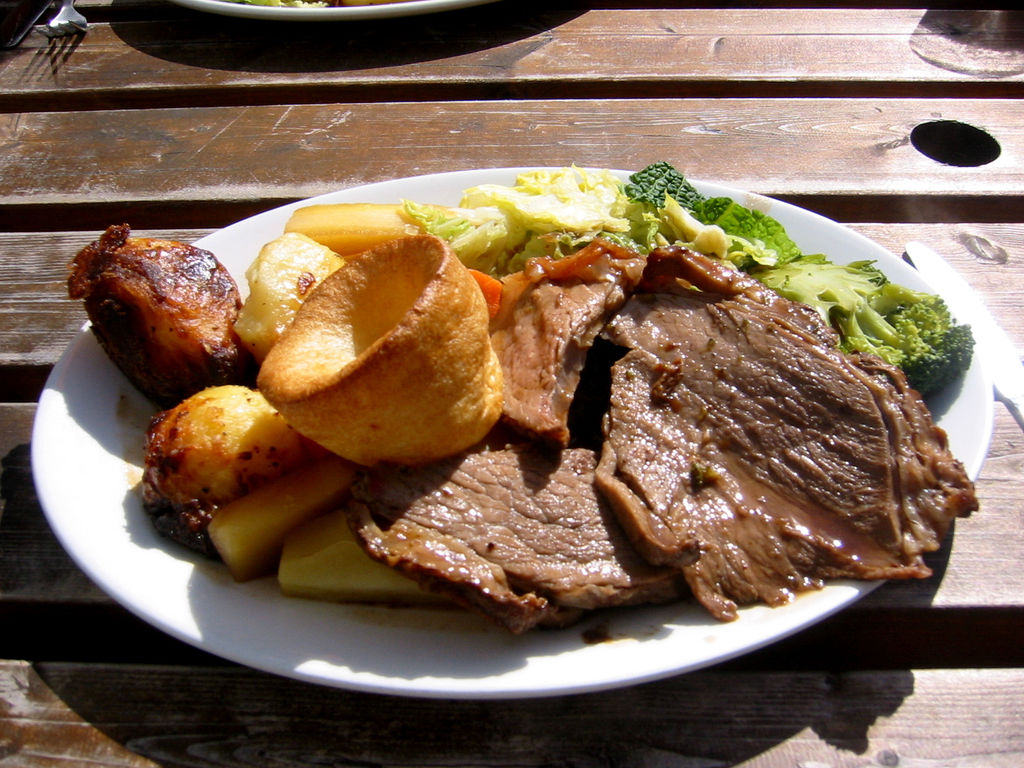
ローストビーフとヨークシャー・プディング - 典型的なサンデーロースト （イギリスの伝統的な日曜日の午餐）

イギリス料理（イギリスりょうり、英:British cuisine）とは、主にイギリスで食される料理。イングランド料理、北アイルランド料理、スコットランド料理、ウェールズ料理に分けられ、また、これから派生したものにアングロ・インド料理がある。

## 概要

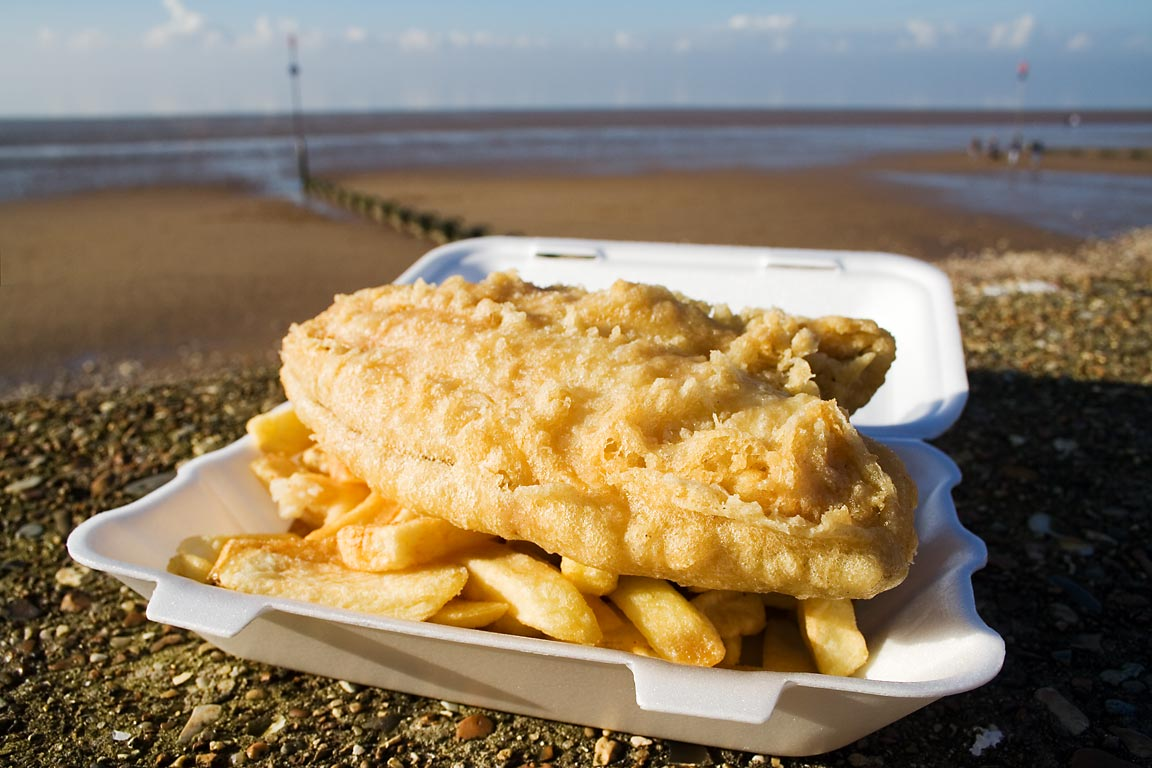
フィッシュ・アンド・チップス - 一般的なイギリスのテイクアウェイ

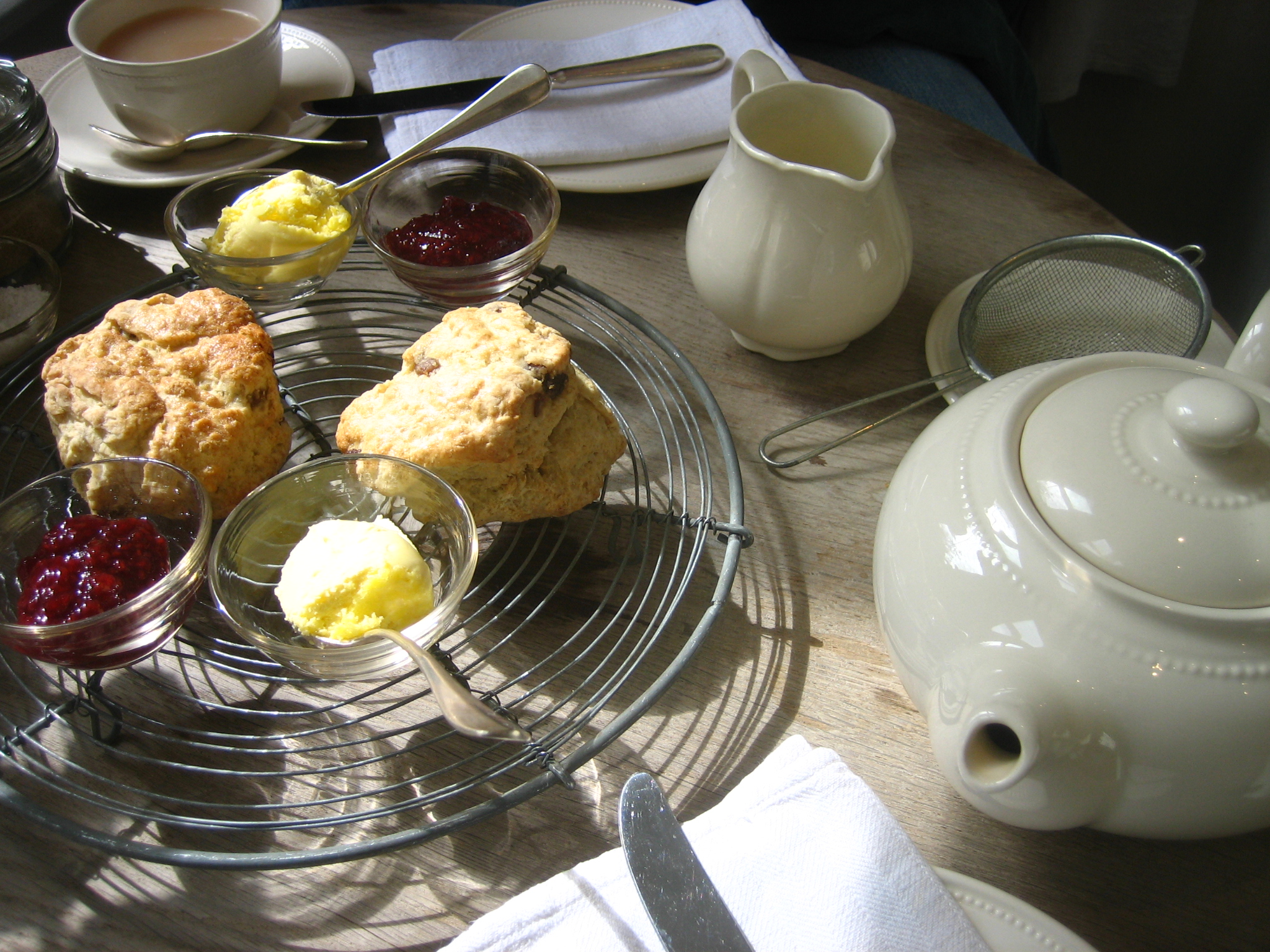
アフタヌーンティー

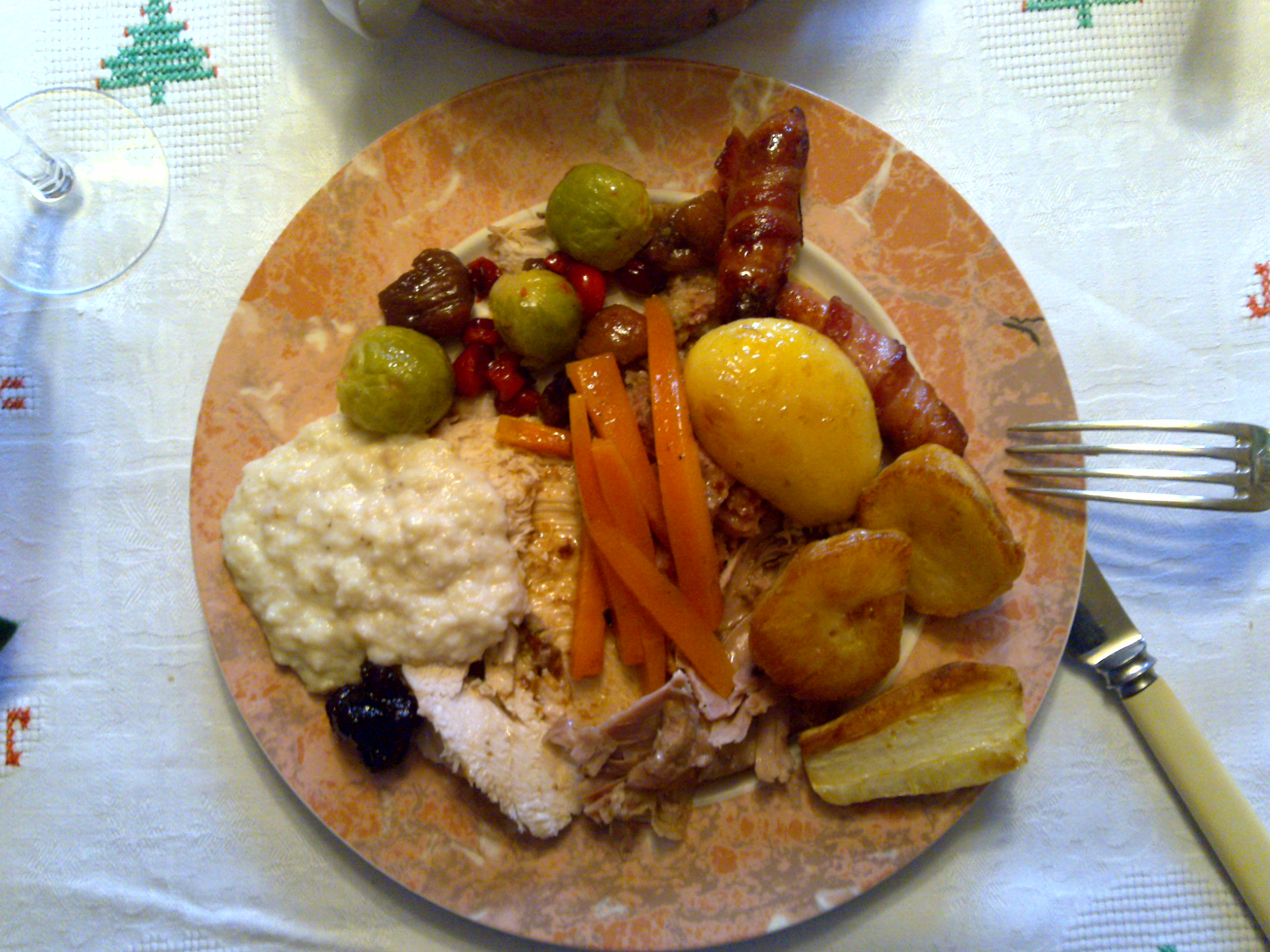
伝統的なクリスマスの午餐

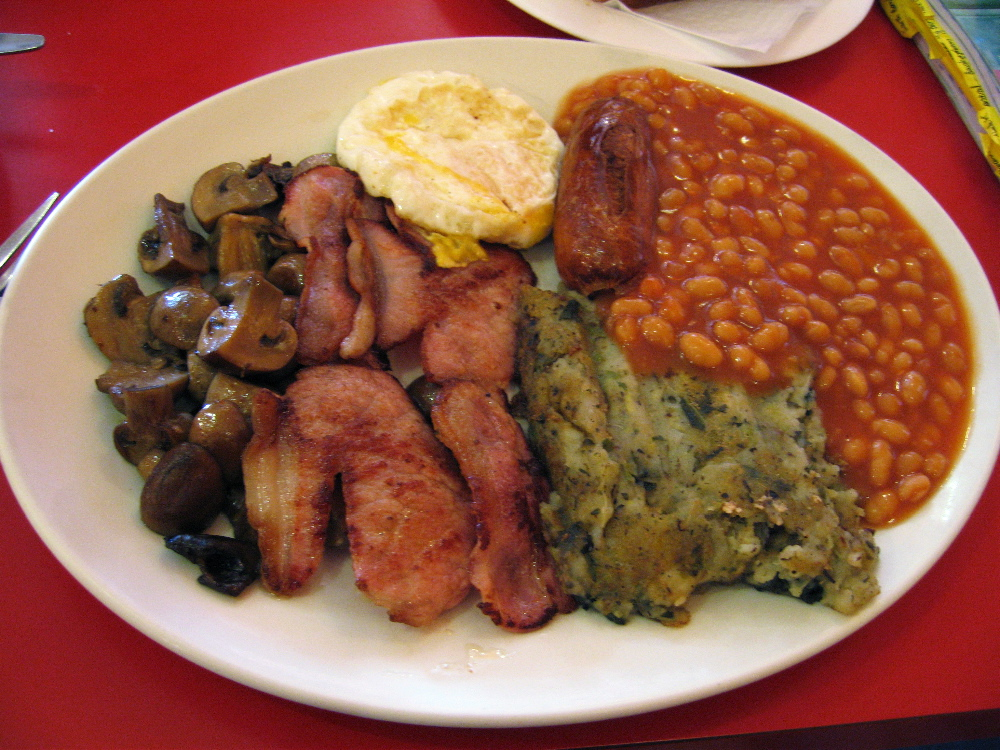
フル・ブレックファスト（イングリッシュ・ブレックファスト）の一例

ヨーロッパの他の国々におけるのと同様、イギリスの食文化には穀類を主食としているという自覚は概してとぼしいが、ジャガイモを揚げる（チップス）、焼く（ベイクドポテト）、あるいは茹でる（粉吹芋）などしたものが主菜の付け合わせとして大量に添えられることが多い。
主食に準じる食品として、パンは薄くスライスされたトーストが好まれ、ジャムやバター、ベーコンや卵料理などを付けて食べられる。同様に、小麦や米などで作ったプディングが好まれ、イギリス料理にはデザートから肉料理、主菜の付け合わせにいたるまで、多種多彩なプディングがある。また、ポリッジなども伝統的によく食べられ、近年はシリアル食品やパスタを食べることも多い。
ローストビーフやステーキやシチューの調理法、あるいは獲った鳥やウサギを鍋で煮込んだり丸焼きにしたりするような料理に見られるように、イギリス料理は料理としての手間をかけないものが多く、そのため、料理が素材そのものの味に大きく左右される。つまり、素材が良ければでき上がる料理も美味しくなる事があるが、素材が悪ければ味は期待できず、食べる方で味付けするほか無いのである。いい意味で考えれば、「シンプルで基本的な料理」という古の方法を保持しているといってもよい。もっとも、良い素材を茹で過ぎる事によって台無しにしているという観点も存在する。
このように総じて素朴でシンプルなイギリス料理ではあるが、イギリス式の朝食はソーセージやベーコン、卵料理がつくなど充実している。卵やベーコンは、現代はともかくとして、20世紀初頭以前においては、他国では庶民が朝食メニューとして食することは到底考えられない、ぜいたくな食材である。もっともソーセージは例外であり、イギリスの伝統的なものは、パン粉を半分以上混ぜ込んだ俗にバンガース（bangers）と呼ばれる低級なものである。
また、一般には料理とは区別されるが、イギリスのお茶菓子はイギリス以外の国でも名高く、美味しい菓子が多数知られている。イギリス家庭の家事従事者も、夕食メニューには手をかけなくても、お菓子づくりにはこだわりを持つものが少なくない。イギリスにおいて、一日三食が普及する以前は、一日二食が普通であり、ティータイムは昼食代わりでもあった。
また、いわゆる伝統的なイギリス料理の範疇からは外れるものの、イギリスは大航海時代以降、世界の海を制し、世界中に大英帝国の版図を広げた歴史を持つことから、植民地の料理を取り入れ、それを世界中に広めた歴史を持つ。例えばカレーはインドが発祥とされるが、イギリスがそれをアレンジして、世界に広めたのである。
そのためイギリスにおける外国料理、例えば中華料理やインド料理の店には、長い伝統がある場合も珍しくない。チキンティッカマサラのように、イギリス発祥のインド料理も存在する。最近ではフランス料理や、イタリアをはじめとする地中海料理、さらにはそういった外国の料理の影響を受けた料理店も存在する。近年では伝統的なイギリス料理を改革した「モダン・ブリティッシュ・キュイジーヌ」と呼ばれる新しいイギリス料理の潮流が生まれている。かつて一時期、フランス料理などに比べて、高級料理の洗練が劣っていたこと、料理による調理法の洗練度の当たり外れが大きいだけであり、現在ではおいしいイギリス料理は多い。
また、高級なレストランはともかくとして、パブにおいての料理であれば、過度に期待しなければそれなりに美味しく食べられる料理が供されるという意見もある。

## 「不味い」というイメージ
イギリス料理は、フランス料理やイタリア料理などと比べ種類が少なく食材の多様性も貧弱で、イギリス人自身がイギリス料理の不味さを自虐的にジョークのネタにするほどである。ブリテン諸島は高緯度にあり、気候が冷涼で日射量も少ないため、自生する植物の種類が少ない。また全体的に山地の少ない扁平な地形で森林に乏しく、河川も少ないため水資源も豊富ではない。さらに土壌も大陸ヨーロッパと比較して畑作に向いておらず、殆どが牧草地である。このような地理条件から食文化がさほど多様化せず、英語の料理用語はフランス語などからの借用が多い。
さらには、「野菜は本来の食感がわからなくなるほど茹でる」、「油で食材が黒くなるまで揚げる」、「麺を必要以上にゆでる」などといった食材本来の味や食感を残さないほど加熱する調理法も、他国人に好まれない理由である。しかも好みに応じて塩や酢などで味付けされることを前提としているため、調理の段階では味付けらしい味付けがされないことも多く、そのことを知らない旅行者は味のない料理に困惑することになる。実際、現在でも高級店を含むイギリスのレストランの多くでは、塩や酢などの調味料がテーブルに並ぶ様子が見られ、客が好みで味付けすることを想定している。
かつてのイギリス貴族に、日曜日は牛を一頭屠ってローストビーフやステーキを食べるという習慣があった事も一つの原因である（サンデーローストも参照）。一頭分の牛肉は1日で食べきれない。平日の食事では日曜日に残った肉をそのまま好きなように味付けし、あるいは単に温める。さらに日が過ぎて傷んできたようなものはカレーなどで臭みを消したり、スープなどの具として再び調理して食べていた。結果として日曜日以外は、「冷たいか、火を通しすぎたか、味が落ちた肉」を誤魔化して食べざるを得ず、個人が好みで味付けするという食習慣が成立した。なお、このような日曜日に大食をするのが贅沢という習慣は、フランスやイタリアなどでも見られたが、やがて美食が贅沢という方向に移っていき、世界的に評判の高いイタリア料理やフランス料理の成立を見た。
また、過剰な加熱がされるようになった一因には、産業革命以降の労働者の居住環境があげられる。当時、都市居住の労働者階級の賃金水準では食材の入手自体が困難であり、また母親や子供までもが重労働に従事して調理に手間をかけることもできなかった。これに食物を加熱殺菌することが奨励された当時の衛生学の啓蒙と相まって、とりあえず火だけは通し、胃袋さえ満たせれば味は重要視しないという調理法が普及したのである。
さらにはスターゲイジーパイのように奇妙と言えるほど独特な見た目の料理やマーマイトのような非常に好みが分かれる食材があるのも、外国人が受容しづらい一因となっている。
またイングランド人社会学者のスティーブン・メネルは、「目の前に、二つの皿が並んでいたら、自己否定の原則に従って、自分の好きでないほうを食べなければならない」と考えるピューリタン的な禁欲主義が、イギリスの食文化の発展を阻んだという見方を、著書で紹介している。なお、メネル自身はこの見方を否定している。
結果、上述の通り現在ではイギリスでも美味しい料理は食べられるが、それは外国料理や、外国の料理の技法を取り入れた新しい料理だったり、伝統的イギリス料理を改革したものという位置づけになった。
イギリス料理に対するマイナスイメージを払拭しようとする試みも始まっている。日本においては、2013年より在日本英国大使館が「Food is GREAT」「A Taste of Britain」「ためしてみて、美味しいイギリス」と題したキャンペーンを展開している。大使館の広報部マーケティングマネジャーは「英国の食べ物はまずいという、10年ほど前にいわれていたことが、日本では都市伝説化している」 と主張しており、日本駐箚英国特命全権大使のティモシー・ヒッチンズを筆頭に大使館職員らがイギリス料理のイメージ改善に取り組んでいる。

## イギリス料理の一覧

### 肉料理

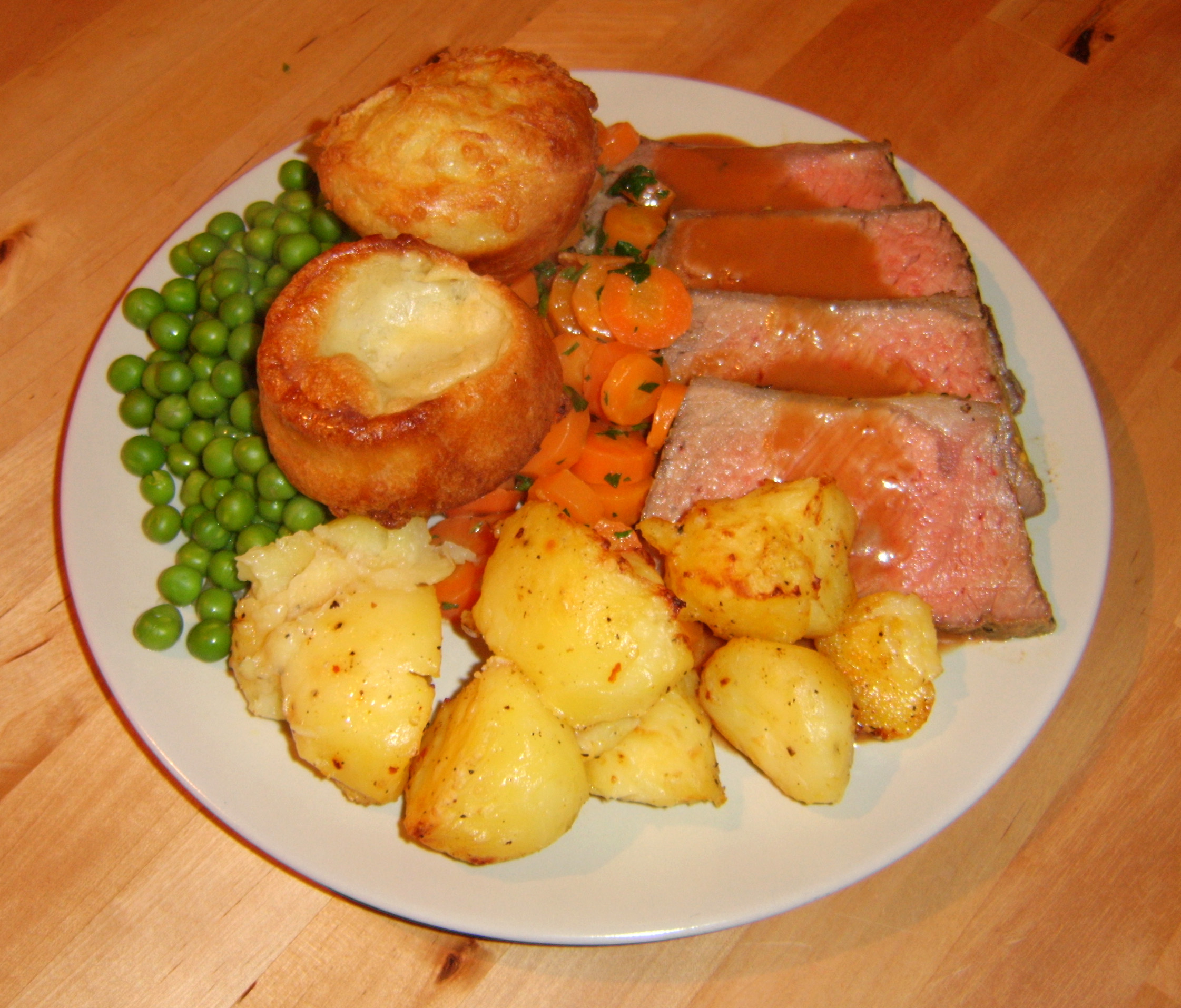
ローストビーフとヨークシャー・プディング

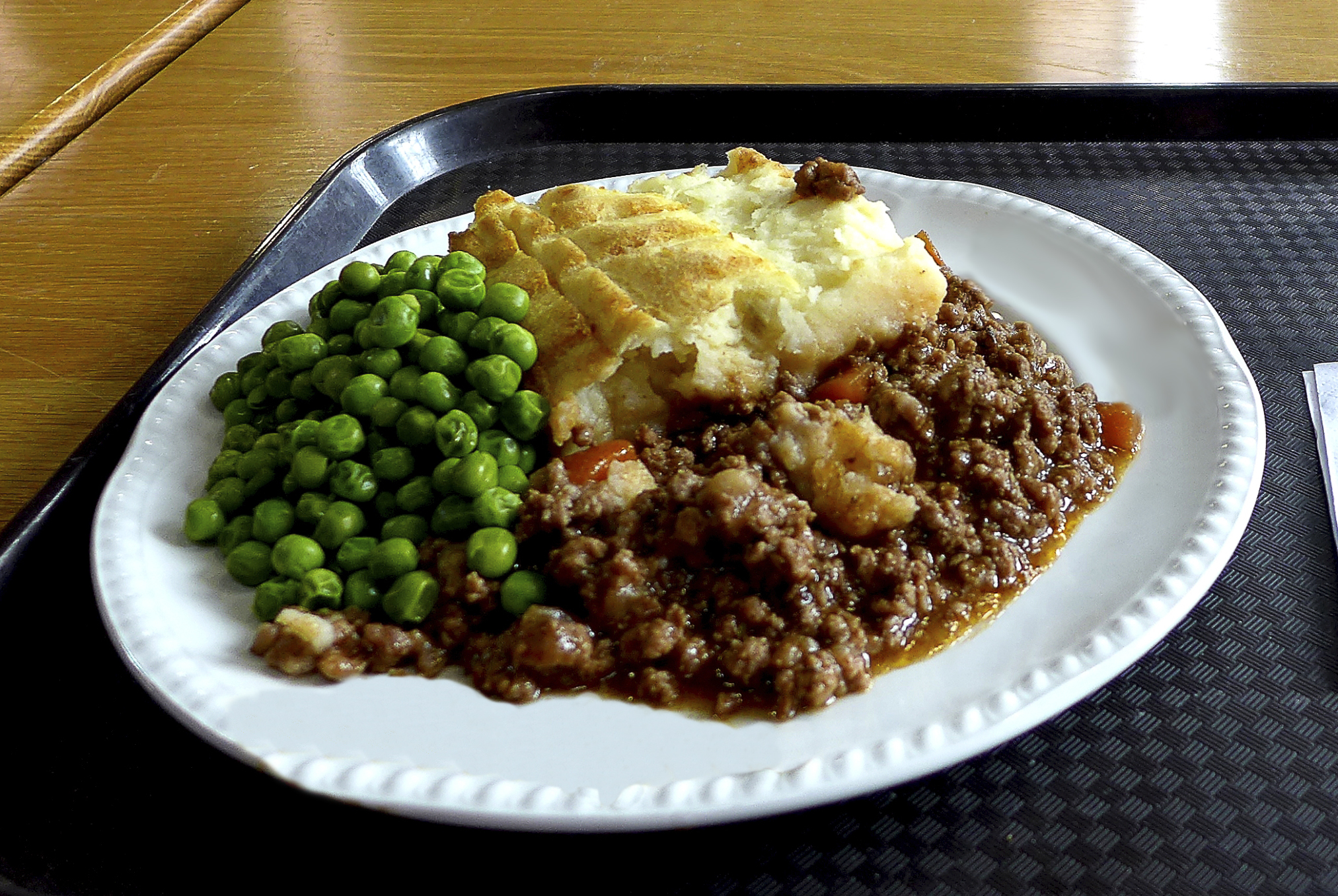
シェパーズパイ

- ローストビーフ
- ミートパイ
- シェパーズパイ
- カレー
- ハギス - スコットランド料理
- スコッチエッグ

### 魚料理
- フィッシュ・アンド・チップス
- キッパー
- ウナギのゼリー寄せ
- カレンスキンク - スコットランド料理
- フィッシュパイ
- スターゲイジー・パイ

### パン類、パスタ料理など
- ヨークシャー・プディング
- スコーン
- マフィン
- ブレッドソース
- ロールパン
- ホットクロスバン
- サンドイッチ
- スコッチ・ウッドコック
- ペストリー

### デザート・菓子

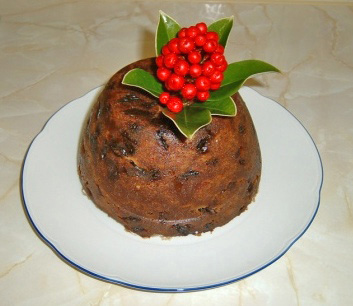
クリスマスプディング

- アップルパイ
- カスタードプディング
- 揚げマーズバー - スコットランド発祥
- ウェルシュケーキ - ウェールズ料理
- ワインガム
- ミンスパイ
- クリスマスプディング
- ショートブレッド - スコットランド料理
- ジンジャーナッツ
- トライフル
- イートン・メス
- シラバブ
- ニッカーボッカー・グローリー

## イギリス料理の食材
- クロテッドクリーム
- サラダクリーム
- マーマイト

## イギリスのチーズ
- グロスターチーズ
- ケアフィリチーズ
- スティルトン
- シュロップシャー・ブルー
- チェダーチーズ

## 食習慣
- イレブンジズ
- アフタヌーンティー
- フル・ブレックファスト
- クリームティー
- サンデーロースト - イギリスの伝統的な食事で、日曜日に供される。

## イギリスの料理人
- ヘストン・ブルメンタール
- ゴードン・ラムゼイ
- ローズ・グレイ
- ジェイミー・オリヴァー
- チャールズ・エルミー・フランカテリ
- ナイジェラ・ローソン
- ミシェル・アルベール・ルー（英語版）
- エインズリー・ハリオット
- キーズ・フロイド
- ナイジェル・スレイター
- レイチェル・クー